# Reichsbahn SG Schwandorf
Die Reichsbahn SG Schwandorf war ein Fußballverein im Deutschen Reich mit Sitz in der bayerischen Stadt Schwandorf im gleichnamigen Landkreis.

## Geschichte
Die RSG trat in der Saison 1944/45 in der Gauliga Bayern innerhalb der Staffel Oberpfalz/Niederbayern an. Über ausgetragene Spiele ist jedoch nichts bekannt. Spätestens am Ende des Zweiten Weltkriegs, wurde der Verein dann auch aufgelöst.